# Škoda Elroq iV
Skoda Elroq – To drugi elektryczny SUV Skody mniejszy o segment od Enyaqa. Światowa premiera odbyła się w Pradze. Dokładniej, odsłonięcie miało miejsce na specjalnej multimedialnej kostce LED umieszczonej na pływającym pontonie na rzece Wełtawie. Premiera miała miejsce 1 października o godzinie 19:30

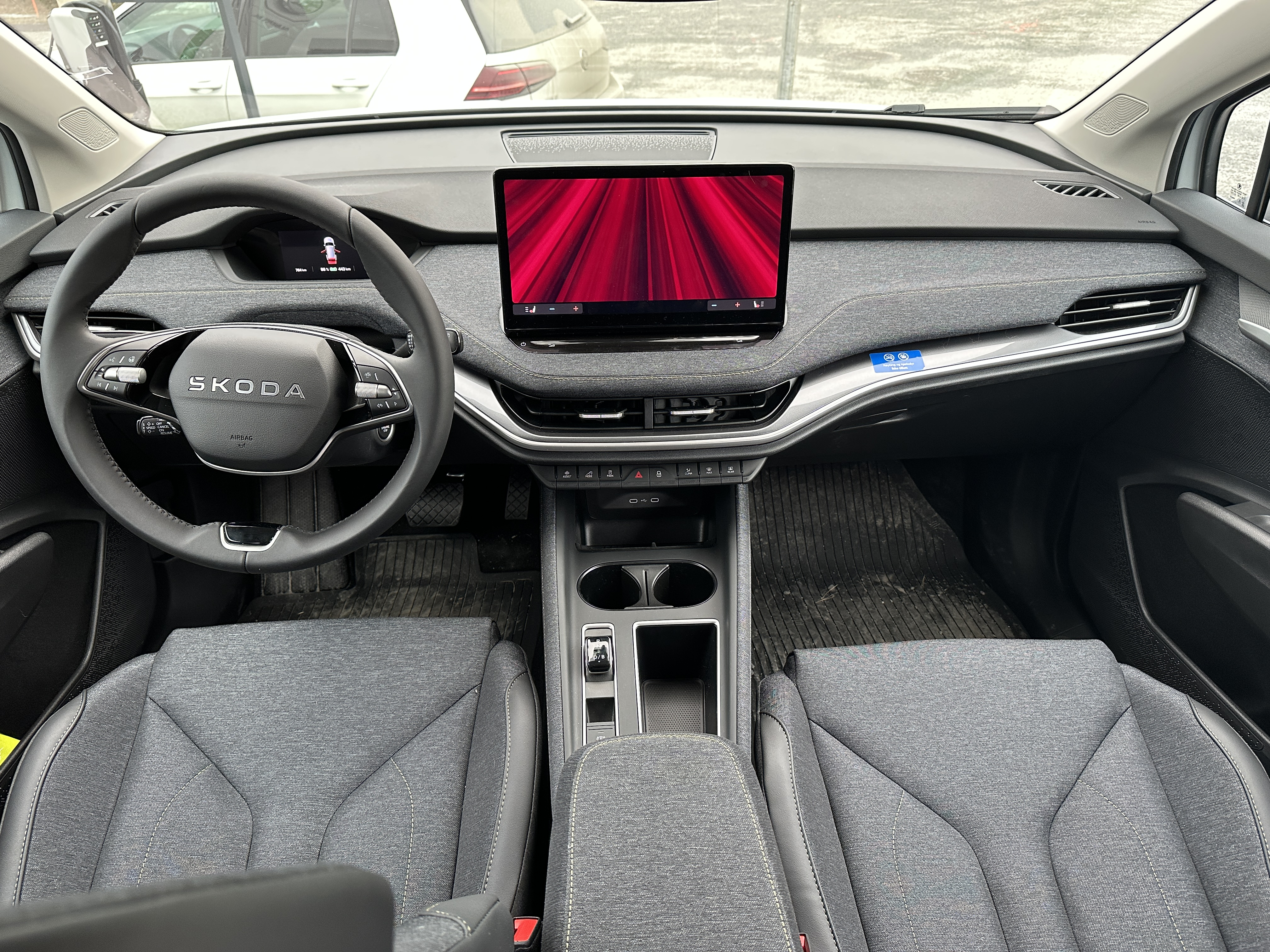
Škoda Elroq - wnętrze

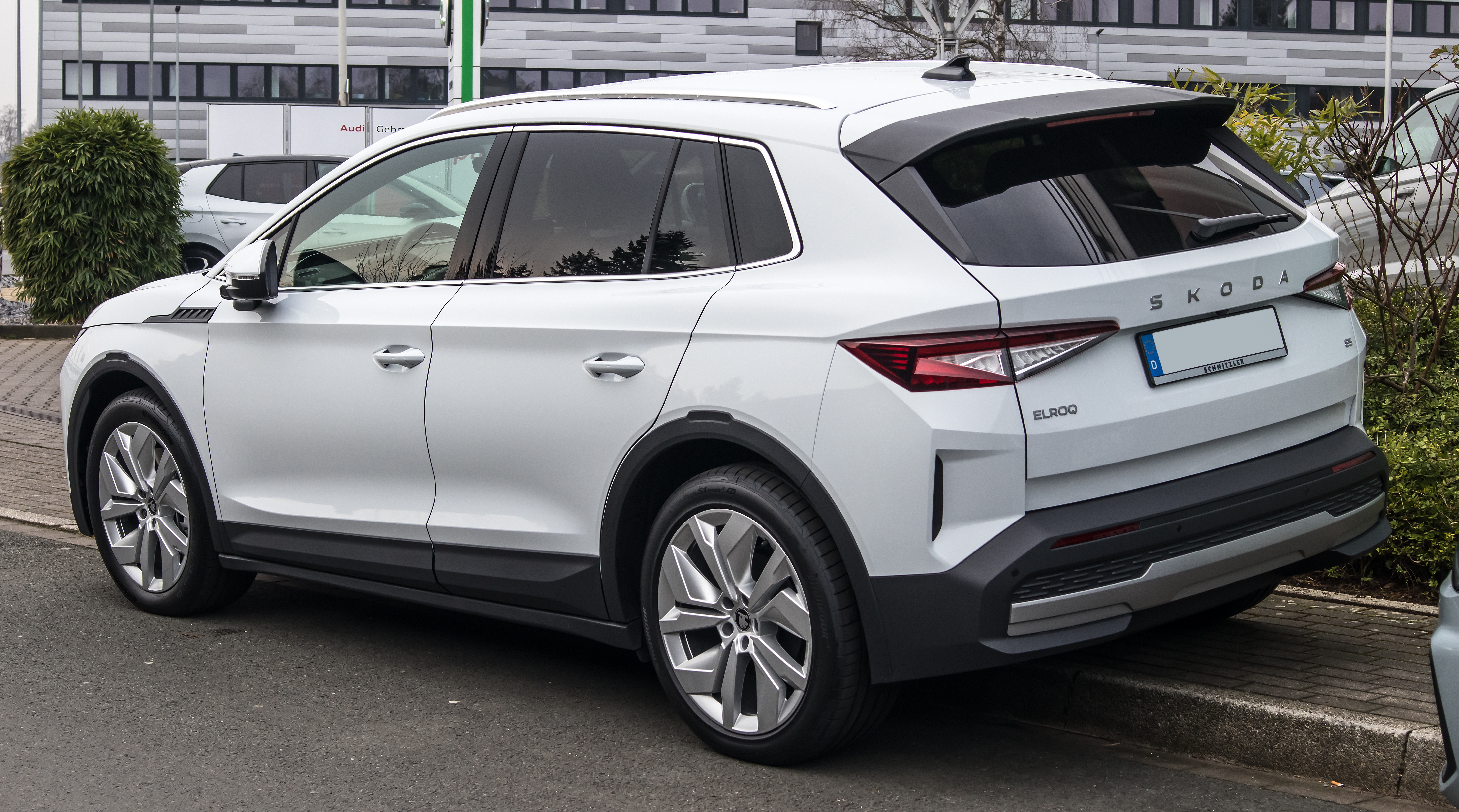
Škoda Elroq - tył

Elroq to pierwszy model Škody, który w pełni odzwierciedla nowy język projektowania Modern Solid. Samochód jest w pełni elektrycznym SUV-em i zwiastuje nową gamę e-modeli marki. 
Skoda Elroq to mniejszy, bardziej kompaktowy brat Škody Enyaq, zbudowany na tej samej platformie MEB. Główna różnica to rozmiar, Elroq jest krótszy i lżejszy, co przekłada się na lepszą zwrotność i mniejsze zużycie energii. Elroq oferuje też mniejszy bagażnik w porównaniu do Enyaqa.
Design: Elroq wprowadza nowy język designu Modern Solid, który charakteryzuje się funkcjonalnością, minimalistycznym stylem i harmonią, zachowując jednocześnie rozpoznawalne cechy marki Škoda. Zamiast tradycyjnego grilla, zastosowano "Tech-Deck Face", który integruje czujniki (radar, przednią kamerę) i nowy napis Škoda na masce, zastępujący logo. 

## Wersje wyposażenia[4]
- 50
- 60
- 85
- Sportline 60
- Sportline 85
- RS

Podstawowe wyposażenie Škody Elroq (50) obejmuje m.in. kamerę cofania, systemy bezpieczeństwa Crew Protect Assist i Side Assist, 13-calowy system informacyjno-rozrywkowy oraz funkcję SmartLink. Ponadto, w standardzie są reflektory i tylne światła LED, skórzana kierownica wielofunkcyjna, klimatyzacja Climatronic, czujniki parkowania z tyłu, a także szereg systemów wspomagania kierowcy, takich jak Lane Assist, Front Assist i Driver Alert. 

## Silniki
| Silnik elektryczne | Moc maksymalna [KM] ( [kW] ) | Przyśpieszenie 0- 100 km/h (s) | Prędkość maksymalna km/h | Zużycie energii (kWh/100 km) | Maksymalny zasięg WLTP |
| 55 kWh - 170 KM    | 170(125)                     | 9                              | 160                      | 15.8 kWh                     | 375 km                 |
| 63 kWh - 204 KM    | 204(150)                     | 8                              | 160                      | 15.8 kWh                     | 430 km                 |
| 82 kWh - 286 KM    | 286(210)                     | 6,6                            | 180                      | 15,4 kWh                     | 573 km                 |
| 84 kWh - 340 KM    | 340(250)                     | 5,4                            | 180                      | 16,2 kWh                     | 549 km                 |